# Prumnopitys
Prumnopitys es un género de las coníferas que pertenecen a la familia Podocarpaceae.

## Descripción
Se reconocieron ocho especies de Prumnopitys, estas se ramifican; los árboles imperecederos dioecious hasta 40 metros en altura. Las hojas son similares a las del tejo, correa-formado, 1-4 centímetro de largo y de 2-3 milímetros de amplio, con una textura suave; son verdes arriba, y con dos vendas stomatal azulverdes abajo. Los conos de la semilla se modifican altamente, reducido a un vástago central 1-5 centímetro que lleva de largo varias escalas; a partir una a cinco escalas son fértiles, cada uno con una sola semilla rodeada por el tejido fino carnudo de la escala, el asemejarse las drupas. Estas semillas son comidos por los pájaros que entonces dispersan las semillas en su materia fecal.
Aunque el género Prumnopitys primero fue descrito en 1861 era solamente a partir de 1978 que fue distinguido extensamente a diferencia del género aliado Podocarpus, a pesar de las diferencias marcadas en el desarrollo del cono con diversas partes de la estructura del cono que llegaba a ser carnuda y baya-como. Muchos más viejos textos todavía tienen la especie enumerada debajo de Podocarpus.
La especie chilena para la cual el nombre científico correcto es  Prumnopitys andina (basionimo Podocarpus andinus), ha sido tratada por algunos botánicos como Prumnopitys spicata (Molloy y Muñoz-Schick 1999); sin embargo este nombre es ilegítimo (Mill y Quinn 2001).

## Distribución
Las especies se distribuyen en ambos lados del Pacífico; en Australia, Nueva Zelandia, y Nueva Caledonia del este, y a lo largo de las gamas de la montaña de Suramérica del este de Chile a Venezuela y a Costa Rica. Esta distribución indica los orígenes de Prumnopitys en la flora antártica, que se desarrolló de la flora templada húmeda de Gondwana meridional, un supercontinente antiguo.

## Usos
Varias especies de Prumnopitys se utilizan para la madera, aunque como son de crecimiento lento, las fuentes son muy limitadas y el sobrecorte ha conducido a alguno que tenía un estado desfavorable de la conservación.